# Stellaria undulata
Stellaria undulata är en nejlikväxtart som beskrevs av C.P. Thunberg och A. Murray. Stellaria undulata ingår i släktet stjärnblommor, och familjen nejlikväxter. Inga underarter finns listade i Catalogue of Life.